# Chiesa di San Lorenzo a Farneta
La chiesa di San Lorenzo a Farneta si trova nella frazione di Lucca Farneta, vicino alla certosa.

## Storia e descrizione
Originariamente qui si trovava una chiesetta romanica, della quale restano solo poche tracce nella muratura. La chiesa attuale venne rifatta tra il 1862 e il 1865. A navata unica e dotata di un solido campanile a base quadrata, tipico del contado lucchese, è annessa a un piccolo cimitero della frazione.

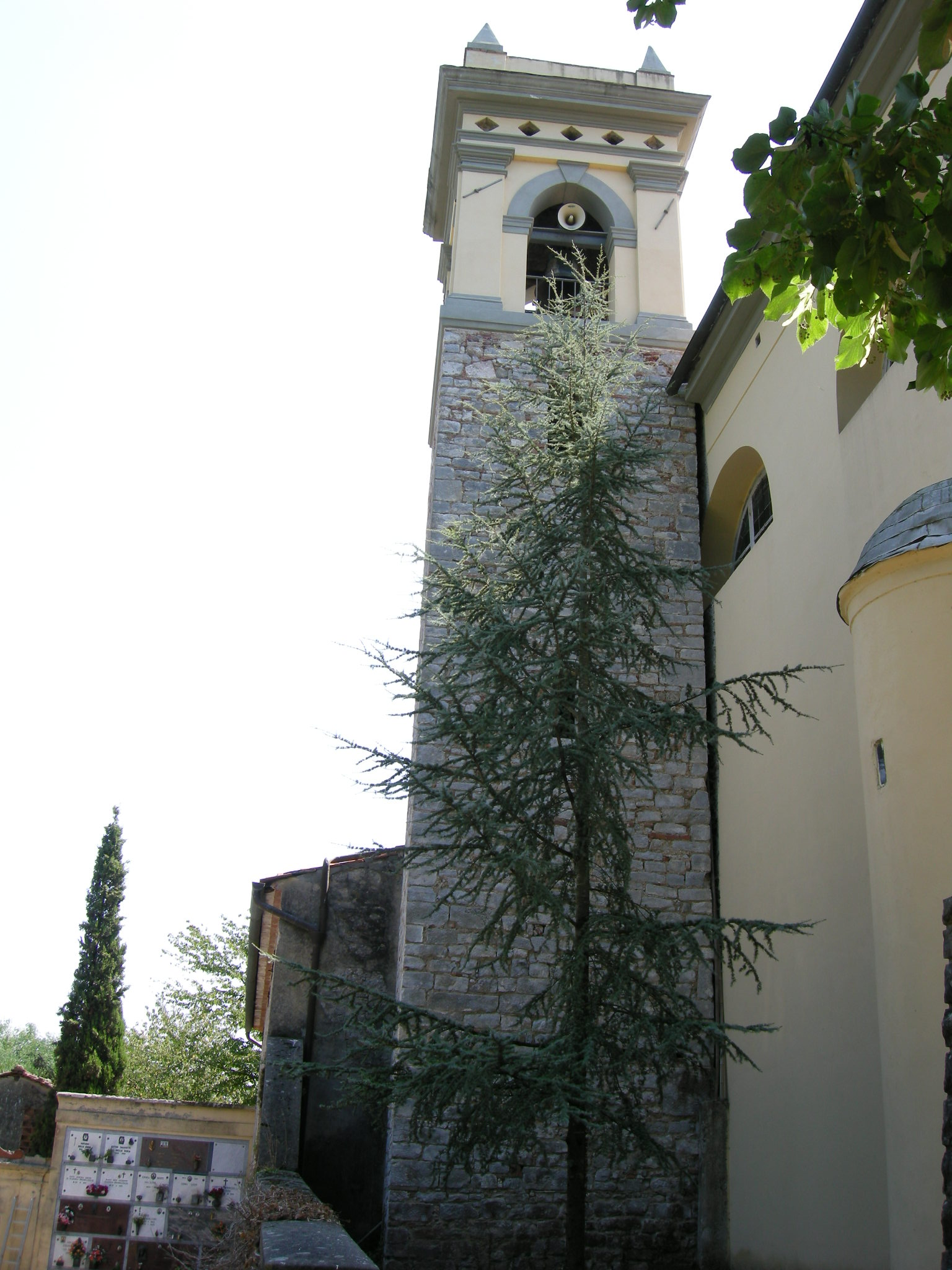
Il campanile
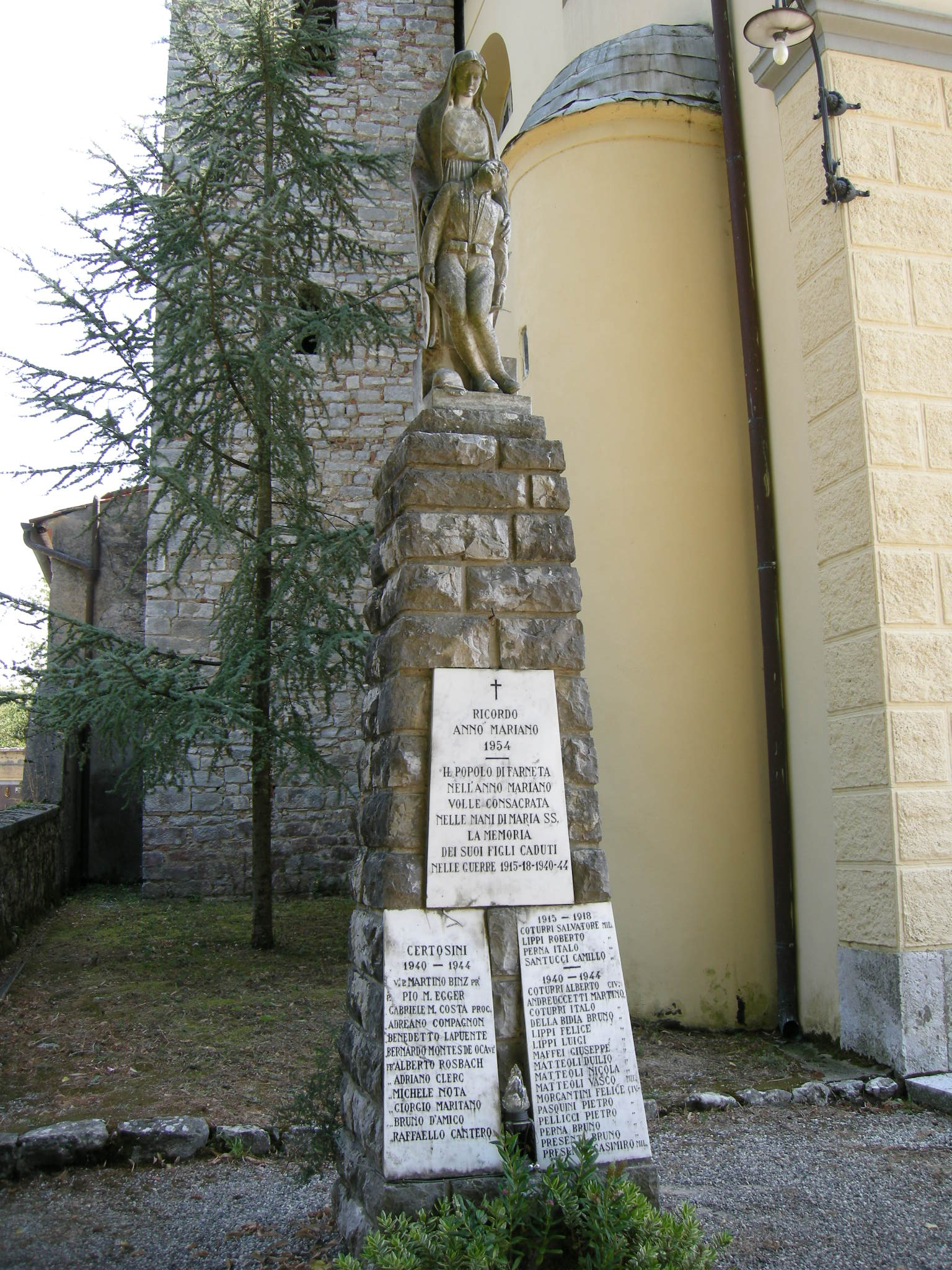
Monumento della prima guerra mondiale